# Jimena Díaz

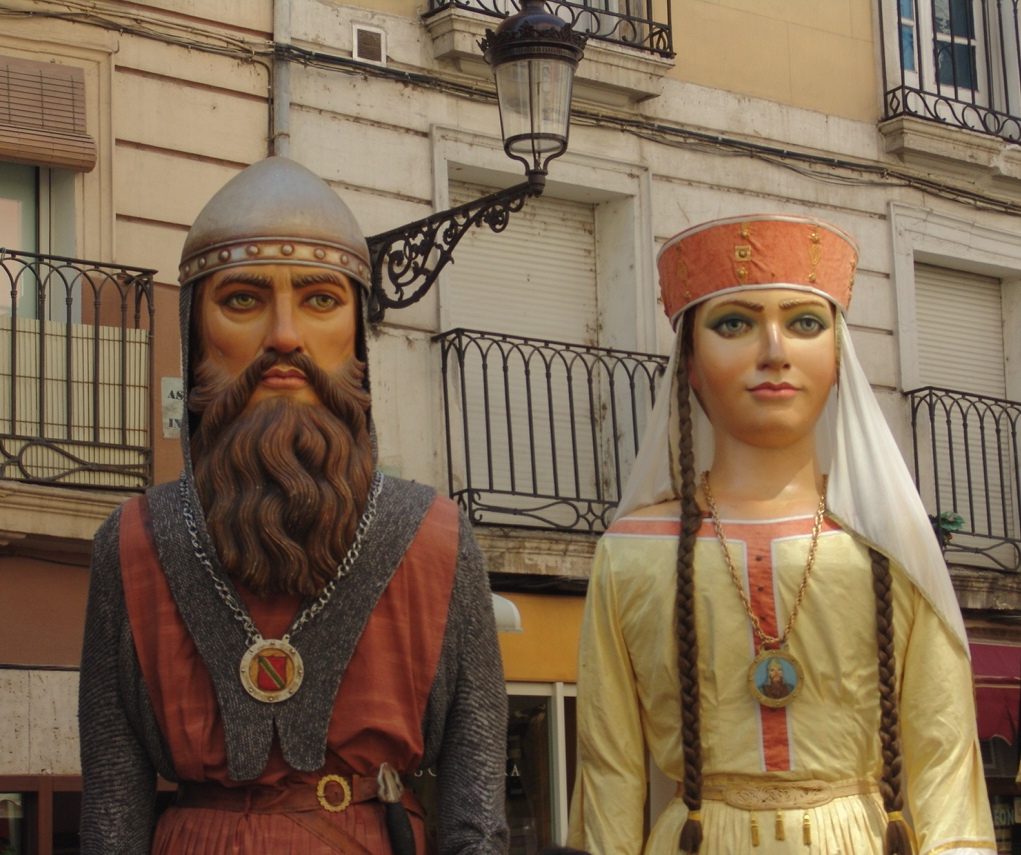
El Cid und Doña Jimena als Gigantes in Burgos

Jimena Díaz (manchmal auch nur Doña Jimena) (* um 1045 in Oviedo (?); † um 1116 in Burgos) war von 1074 bis zum Jahr 1099 die Ehefrau des spanischen Nationalhelden Rodrigo Díaz de Vivar, besser bekannt als El Cid. Nach seinem Tod blieb sie für drei Jahre die Herrin (señora) der Stadt Valencia.

## Leben
Doña Jimena war möglicherweise die Tochter des Grafen Diego Fernández von Oviedo (Asturien), der jedoch bereits kurz nach ihrer Geburt verstarb. Nach der Historia Roderici, einer Ende des 12. Jahrhunderts verfassten und bereits viele legendenhafte Züge tragenden Lebensbeschreibung des Cid, war sie die Nichte von Alfons VI. von León. Im Jahr 1074 heiratete sie den Heerführer (campeador) Don Rodrigo Díaz de Vivar in der Kirche San Lorenzo von Palencia. Ob sie ihrem Mann in dessen erste Verbannung an den Hof des Emirs von Zaragossa (1080–1086) folgte, ist nicht bekannt. Während der zweiten Verbannung ihres Gemahls (1093) wurde sie auf Befehl Alfons’ VI. zusammen mit ihren drei Kindern unter Arrest gestellt. Im Jahr 1094 errang ihr Mann jedoch einen entscheidenden Sieg über die Mauren bei Valencia und zog siegreich in die Stadt ein; seine Gemahlin folgte ihm dorthin. 1099 starb er und seine Witwe blieb in den kommenden drei Jahren Herrin der Stadt bis zu deren Übergabe an die Almoraviden. In ihrem erhaltenen Testament vom Mai 1101 vermachte sie all ihren Besitz der Kathedrale von Valencia. Ihre letzten Lebensjahre verbrachte sie wahrscheinlich im Kloster San Pedro de Cardeña bei Burgos, wo sie auch an der Seite ihres Ehemannes beigesetzt wurde. Im Jahr 1921 wurden die sterblichen Überreste beider in die Kathedrale von Burgos übergeführt.

## Film
In Anthony Manns Verfilmung El Cid von 1961 wurde Díaz von Sophia Loren verkörpert.